# یواس‌سی‌جی‌سی فیر (دبلیوال‌بی-۲۱۳)
یواس‌سی‌جی‌سی فیر (دبلیوال‌بی-۲۱۳) (به انگلیسی: USCGC Fir (WLB-213)) یک کشتی بود که طول آن ۲۲۵ فوت (۶۹ متر) بود. این کشتی در سال ۲۰۰۳ ساخته شد.